# Liste der Monuments historiques in Montferrand-le-Château
Die Liste der Monuments historiques in Montferrand-le-Château führt die Monuments historiques in der französischen Gemeinde Montferrand-le-Château auf.

## Liste der Immobilien
| Bezeichnung                       | Beschreibung                                                                               | Standort                    | Kennzeichnung | Schutzstatus | Datum | Bild           |
| --------------------------------- | ------------------------------------------------------------------------------------------ | --------------------------- | ------------- | ------------ | ----- | -------------- |
| Château de Montferrand-le-Château | Höhenburg, 11. oder 12. Jahrhundert, in der zweiten Hälfte des 17. Jahrhunderts aufgegeben | südöstlich des Ortes (Lage) | PA00101687    | Inscrit      | 1926  | weitere Bilder |